# Опдаль, Якоб
Якоб Опдаль (норв. Jacob Opdahl; 15 января 1894, Берген — 20 марта 1938, Берген) — норвежский гимнаст, чемпион летних Олимпийских игр 1912 года и серебряный призёр летних Олимпийских игр 1920 года в командном первенстве по произвольной системе. Выступал за клуб «Бергенс». Младший брат Нильса Опдаля, также гимнаста, чемпиона Олимпийских игр 1912 года в командном первенстве по произвольной системе.